# Sernambi
Sernambi (também chamado cernambi, sernambitinga, cernambitinga, sarnambi ou sarnambitinga), do tupi serinambi, que significa "orelha de siri", é o nome comum, ou denominação vernácula, em português do Brasil e derivado da língua indígena tupi, que pode ser dado às seguintes espécies de moluscos bivalves, marinhos e costeiros, geralmente utilizados na alimentação humana; aqui citados em ordem alfabética:
- Amarilladesma mactroides (Reeve, 1854); ex Mesodesma mactroides Reeve, 1854 - família Mesodesmatidae; espécie que Eurico Santos dá como sinônimo de moçambique ou maçambique.[3][7][11][12][16]
- Anomalocardia flexuosa (Linnaeus, 1767); ex Anomalocardia brasiliana (Gmelin, 1791) - família Veneridae; embora seu verbete esteja grafado cernambi, o Dicionário Aurélio cita tal nomenclatura, especialmente para esta espécie, e Eurico Santos também a denomina sernambitinga.[1][3][4][5][11]
- Donax hanleyanus Philippi, 1847 - família Donacidae; também citada como beguaba, pelo Dicionário Houaiss da Língua Portuguesa, ou moçambique, por Eliezer de Carvalho Rios, ou maninim, no Paraná, Região Sul do Brasil.[1][6][17][18][19]
- Dosinia concentrica (Born, 1778) - família Veneridae[3][20][21]; mais conhecida por sernambitinga, cernambitinga ou sarnambitinga; mas também por amêijoa-branca.[13][22]
- Erodona mactroides Bosc, 1801 - família Corbulidae.[3][12][23]
- Eucallista purpurata (Lamarck, 1818); ex Amiantis purpurata (Lamarck, 1818) - família Veneridae.[1][3][9][21]
- Phacoides pectinatus (Gmelin, 1791); ex Lucina pectinata (Gmelin, 1791) - família Lucinidae; também conhecida por lambreta, segundo Eliezer de Carvalho Rios.[1][3][10][11][21][24][25]
- Tivela mactroides (Born, 1778) - família Veneridae; tratando-se da primeira espécie citada pelo Dicionário Houaiss da Língua Portuguesa, que lhe dá diversos sinônimos: maçambique, maçunim, moçambique, samanguaiá, samanguiá, samongoiá, sapinhanguá, simanguaiá, simongoiá, simongóia.[1][8]

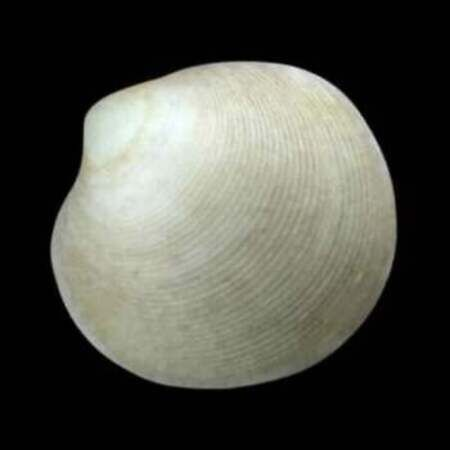
Uma valva da espécie Dosinia concentrica (Born, 1778); denominada amêijoa-branca, e também com nomes derivados da língua indígena tupi: cernambitinga, sarnambitinga ou sernambitinga; molusco pertencente à família Veneridae. Espécime coletado em Ubatuba, São Paulo, Região Sudeste do Brasil.

## Etimologia
O Dicionário Aurélio e o Dicionário Houaiss da Língua Portuguesa citam o termo sernambi, ou cernambi, como tendo origem na língua tupi; com o Dicionário Houaiss acrescentando: ETIMOL tupi sarina'mbi; Luiz César Saraiva Feijó propondo o étimo suruna'mbi; f.hist - forma histórica - 1618 sernambim, 1624 pernambins. Eurico Santos afirma que a palavra, em Nheengatu ("neengatu", sic), significa "orelha muito aberta, conforme a concha se afigurou ao indígena". Eduardo de Almeida Navarro comenta ainda que o termo seri designa uma espécie de caranguejo costeiro com barbatanas nas pernas traseiras (o siri; página 442); e tinga, no caso de sernambitinga, sarnambitinga ou cernambitinga, uma coisa branca ou enjoativa (páginas 477-478). O termo sernambi, ou cernambi, de acordo com Rodolpho von Ihering, ainda é usado, no Ceará, Região Nordeste do Brasil, para designar "qualquer concha de molusco marinho, podendo ser considerado sinônimo de itã". O Dicionário Aurélio, supracitado, dá ao termo sernambi, ou cernambi, também, os significados de "sambaqui", no Pará, Região Norte do Brasil, e de uma "borracha de qualidade inferior".

## Rodolpho von Ihering e Eurico Santos
É possível que um dos dois principais dicionários do português do Brasil tenha se confundido ao acrescentar Tivela mactroides à lista das espécies de sernambi.[carece de fontes?] Eurico Santos afirma que o molusco é Phacoides pectinatus ou Anomalocardia flexuosa (este último ainda sob seu antigo nome científico), também lhe nomeando sernambitinga; e que Rodolpho von Ihering cita a nomenclatura para Amarilladesma mactroides (também ainda sob seu antigo nome científico), afirmando que "semelhante a Anomalocardia brasiliana é Erodona mactroides, e não Mesodesma". Em seu livro Dicionario dos Animais do Brasil, Rodolpho von Ihering se confunde e troca o mesodesmatideo pelo corbiculideo, ao dizer que seu "nome científico foi substituído várias vêzes; assim, chamava-se Azara labiata, Mesodesma mactroides e hoje parece que prevalece Corbula mactroides" ( = Erodona mactroides); ainda citando que "é comestível; também o conservam sêco, salgado ou preparado no fumeiro".

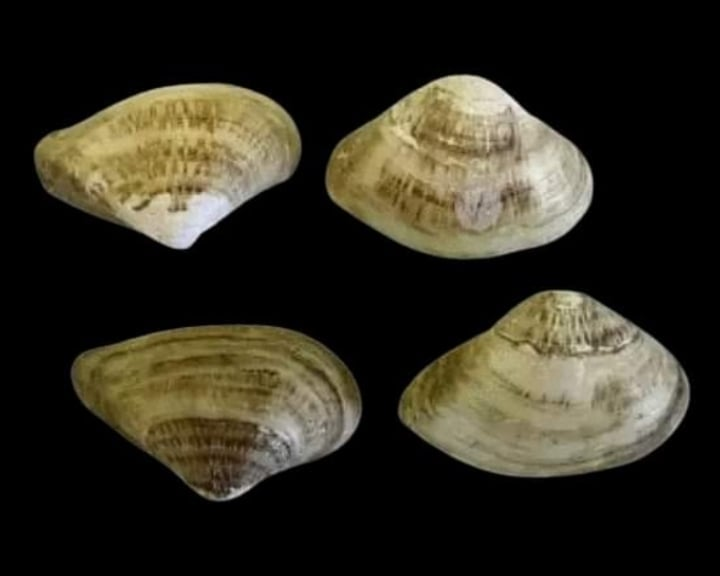
Quatro valvas de Erodona mactroides Bosc, 1801, coletadas no Uruguai; espécie pertencente à família Corbulidae; cortesia do Smithsonian Institution.

## Conservação
Embora fossem consideradas espécies comuns, durante o século XX, em 2018 Amarilladesma mactroides, Anomalocardia flexuosa, Donax hanleyanus e Tivela mactroides, foram colocadas no Livro Vermelho da fauna brasileira; publicado pelo ICMBio; consideradas espécies pouco preocupantes (LC) ou espécies deficientes de dados (DD), e citando apenas a primeira espécie sob a nomenclatura sernambi.